# Casa Amarela (Recife)
Casa Amarela é um bairro da cidade do Recife. Localiza-se na região norte. É um dos mais populosos da cidade, famoso pelo seu mercado popular, feira-livre, forte comércio e intenso tráfego de pessoas diariamente. Já foi o maior colégio eleitoral da capital pernambucana.

## História
A povoação do bairro apareceu ao redor do Arraial Velho do Bom Jesus, depois das invasões holandesas. O nome é bem antigo, assim como a história do nome. Antigamente no bairro existia o final de uma das linhas de bonde do Recife, e acabava exatamente em um sítio, que tinha uma casa, de propriedade do português Joaquim dos Santos Oliveira, que para ali se mudara a conselho médico, para tratamento da tuberculose que o acometera.
Curando-se da doença, o proprietário mandou pintar a casa de ocre (argila colorida de cor amarelada acastanhada), e assim foi ficando conhecido o final da linha do bonde, Casa Amarela, surgindo, dessa forma, o nome do bairro. A casa hoje, é uma farmácia, mas, ao longo do tempo, teve diversos usos. Curiosamente, mantém a cor amarela tradicional. 
Já foi considerado o bairro mais populoso do Recife, desmembrado da freguesia do Poço da Panela. Dele faziam parte os hoje bairros do Morro da Conceição, Vasco da Gama, Nova Descoberta, Tamarineira, Macaxeira, Mangabeira e Alto José do Pinho. A reestruturação político-administrativa da cidade, cumprindo a lei municipal 14452, de 1988, desmembrou o bairro original, deixando-o apenas com o território atual, que compõe seu centro histórico e comercial. O bairro perdeu toda sua área de morros, exceto o Alto Santa Isabel.

## Monumentos e edificações históricos
- América Futebol Clube

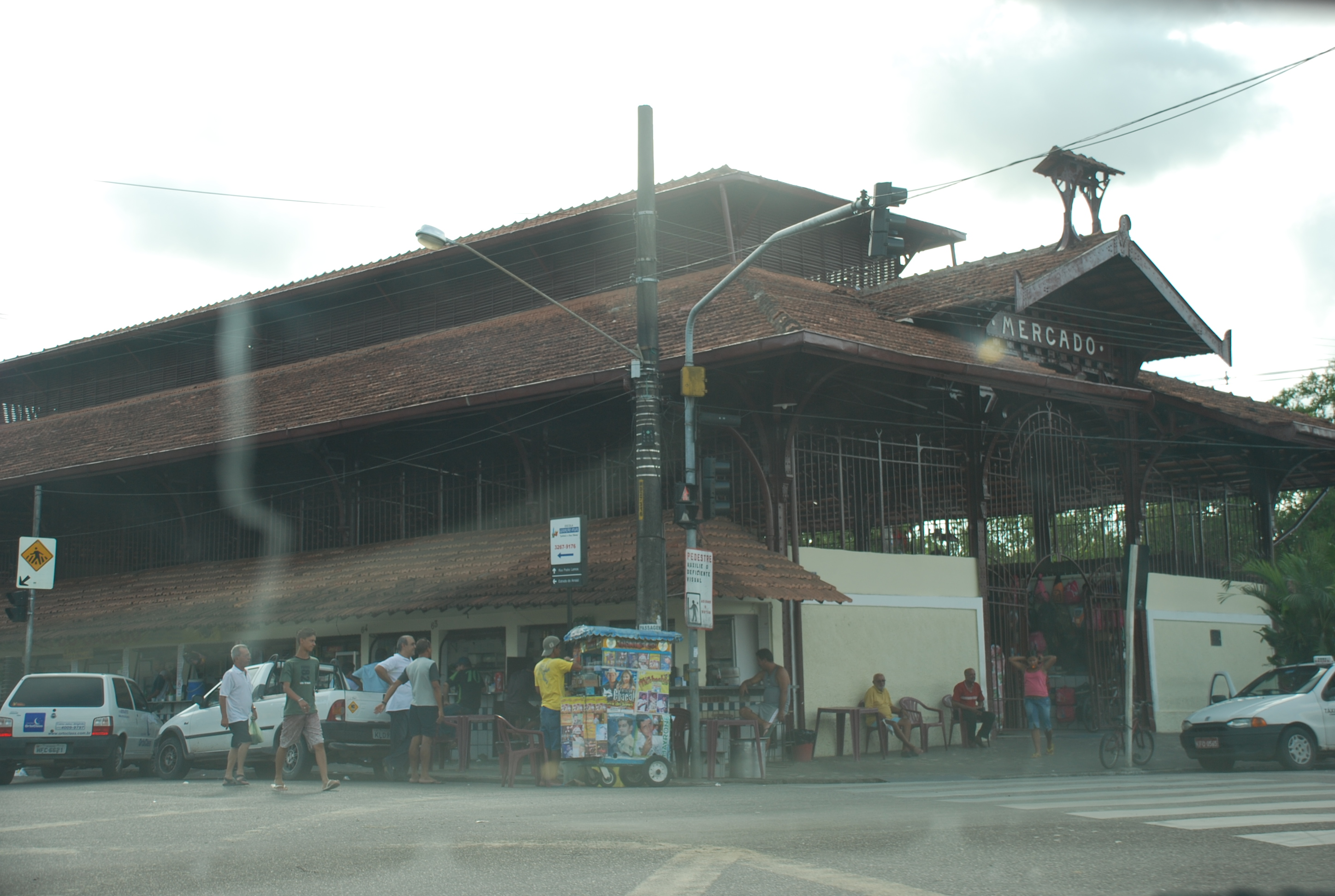
Mercado de Casa Amarela

- Biblioteca Popular de Casa Amarela
- Bompreço (o primeiro da rede)
- Cemitério de Casa Amarela
- Feira livre de Casa Amarela
- Mercado de Casa Amarela
- Sítio Trindade

## Demografia
Segundo o Censo do IBGE, em 2010 o bairro tinha os seguintes dados:
- População: 29.180 habitantes
- Área: 185,0 hectares
- Densidade: 155,09 hab./ha [4]
- IDH em 2000: 0,918[5]

## Alto Santa Isabel
Na área que abrange o bairro de Casa Amarela encontra-se o único alto que não se desmembrou do antigo bairro de Casa Amarela, e não se emancipou à condição de bairro: Alto Santa Isabel.
Muito próximo e ligado ao centro comercial de Casa Amarela, tem, no entanto sua individualidade comunitária, inclusive sendo sede de uma paróquia católica, uma Associação Rádio Comunitária e um Conselho de moradores.